# Achrysocharoides hyloconodis
Achrysocharoides hyloconodis är en stekelart som beskrevs av Kamijo 1990. Achrysocharoides hyloconodis ingår i släktet Achrysocharoides och familjen finglanssteklar. Inga underarter finns listade i Catalogue of Life.